# Ein Mann (Roman)
Ein Mann (Originaltitel: Un Uomo) ist ein 1979 erschienener autobiographischer Roman der Journalistin und Schriftstellerin Oriana Fallaci, in dem sie ihre Beziehung zu dem griechischen Widerstandskämpfer, Politiker und Dichter Alekos Panagoulis verarbeitet.
Fallaci lernte Panagoulis im Rahmen eines Interviews nach dessen Freilassung aus dem Gefängnis 1973 kennen und wurde seine Gefährtin bis zu seinem Tod im Jahr 1976. Der Roman ist eine in der Du-Form an den verstorbenen Geliebten gerichtete Erzählung. Panagoulis wird von Fallaci als sehr komplexe Persönlichkeit beschrieben, die hochintelligent, humor- und phantasievoll, exzentrisch und impulsiv ist und außerdem mit der Fähigkeit ausgestattet ist, andere zu begeistern und mitzureißen, andererseits aber auch als stur, hochmütig, autoritär, unstet, jähzornig, gewalttätig und von einer diffusen Todessehnsucht gepeinigt.

## Handlung
Panagoulis verübt am 13. August 1968 einen Bombenanschlag auf den griechischen Diktator Georgios Papadopoulos. Der Anschlag misslingt jedoch, und Papadopoulos bleibt unverletzt. Panagoulis wird in das Hauptquartier des Militärgeheimdienstes ESA eingeliefert und dort auf grausamste Weise gefoltert. In einem Prozess wird er zum Tode verurteilt, anschließend jedoch begnadigt. Er verbringt drei Jahre im Militärgefängnis Boiati und wird 1973 freigelassen. Nach dem Fall der Junta lässt er sich als Abgeordneter für das Parlament aufstellen, überwirft sich jedoch rasch mit allen Fraktionen. Er pflegt eine intensive Fehde mit dem Verteidigungsminister Evangelos Averoff.
Panagoulis stirbt am frühen Morgen des 1. Mai 1976 bei einem Autounfall. Die Umstände von Panagoulis’ Tod sind bis heute nicht restlos aufgeklärt. Fallaci vertritt die These, Panagoulis sei von Rechtsextremisten ermordet worden, die im Solde Averoffs standen.

## Ausgabe
- Ein Mann. Roman. Übersetzung: Toni Kienlechner. Fischer Taschenbuch, Frankfurt am Main 1997, ISBN 3-596-25204-0.